# 刘震华
刘震华（1912年1月6日—2001年2月6日），河北雄县人，中华人民共和国心脏外科专家，原河北医学院教授、副院长，中国民主促进会中央委员会常务委员。